# Инцидент в Синдзюку
«Инциде́нт в Синдзюку» (кит. 新宿事件, яп. 新宿インシデント) — фильм режиссёра Дерека И, вышедший в 2009 году, в главной роли Джеки Чан. 
В отличие от большинства фильмов с Джеки Чаном, жанр этого фильма можно определить как драма. Премьеры фильма: 22 марта 2009 (33-й Гонконгский международный кинофестиваль), 2 апреля 2009 года (Малайзия, Тайвань, Таиланд, Сингапур), май 2009 года (Япония). Это один из двух фильмов в карьере Джеки Чана, где присутствует постельная сцена с его участием. Другим таким фильмом является «Все в семье».

## Сюжет
Действие фильма происходит в Токио в 1990-х годах. Фильм рассказывает о жизни двух китайских иммигрантов в Японии, которые перебрались туда нелегально. Главный герой фильма — Железная голова (Джеки Чан) отправился в Японию в поисках своей девушки Сю Сю (Сюй Цзинлэй).

## В ролях
| Актёр          | Роль             |
| -------------- | ---------------- |
| Джеки Чан      | Steelhead        |
| Дэниел Ву      | Джи              |
| Наото Такэнака | инспектор Китано |
| Сюй Цзинлэй    | Юко Игути        |
| Фань Бинбин    | Лилу             |